# عنصر أحادي النظير

عناصر أحادية النظير وأحادية النويدة في نفس الوقت.
عناصر أحادية النظير ذات نويدات مشعة

عنصر أحادي النظير هو واحد من 26 عنصر كيميائي لديها نظير مستقر واحد. يختلف العنصر أحادي النظير عن عنصر أحادي النويدة، والتي توجد في الطبيعة على شكل نويدة واحدة، أن العنصر أحادي النظير تعريف أشمل بحيث يتضمن العناصر التي لها نظير مستقر واحد بالإضافة إلى وجود نظائر مشعة أخرى في الطبيعة.
تتميز العناصر أحادية النظير أنها باستثناء حالة واحدة لها عدد فردي من البروتونات (Z) وعدد زوجي من النيوترونات. بسبب الطاقة المكتسبة من أثر التزاوج النووي فإن العدد الفردي من البروتونات يؤدي إلى وجود حالة من عدم الاستقرار لوجود عدد كبير من النظائر، حيث يتطلب وجود عدد من النيوترونات لتعديل هذه الأمر. الاستثناء الوحيد هو عنصر البيريليوم الذي لديه أربعة بروتونات وخمسة نيوترونات. التفسير المقترح لعدم وجود نظير بيريليوم بأربعة بروتونات وأربعة نيوترونات يعود إلى عدم استقرارية النواة في هذه الحالة تجاه اضمحلال ألفا مضاعف، والذي يكون مفضلاً في هذه الحالة بسبب الارتباط الوثيق لنواة هيليوم-4.

## قائمة بالعناصر أحادية النظير
هناك 26 عنصر أحادي النظير، جميعها أحاديو النويدة ما عدا الفاناديوم والروبيديوم والإنديوم واللانثانوم واليوروبيوم والرينيوم واللوتيشيوم.
القائمة مرتبة حسب العدد الذري:
1. بيريليوم-9
2. فلور-19
3. صوديوم-23
4. ألومنيوم-27
5. فسفور-31
6. سكانديوم-45
7. فاناديوم-51* يتوافر معه في الطبيعة بنسبة 0.25% النظير المشع فاناديوم-50
8. منغنيز-55
9. كوبالت-59
10. زرنيخ-75
11. روبيديوم-85* يتوافر معه في الطبيعة بنسبة 27.835% النظير المشع روبيديوم-87
12. إتريوم-89
13. نيوبيوم-93
14. روديوم-103
15. إنديوم-113* يتوافر معه في الطبيعة بنسبة (95.7%) النظير المشع إنديوم-115
16. يود-127
17. سيزيوم-133
18. لانثانوم-139* يتوافر معه في الطبيعة بنسبة 0.09% النظير المشع لانثانوم-138
19. براسوديميوم-141
20. يوروبيوم-153* يتوافر معه في الطبيعة بنسبة 47.8% النظير المشع يوروبيوم-151
21. تربيوم-159
22. هولميوم-165
23. ثوليوم-169
24. لوتيشيوم-175* يتوافر معه في الطبيعة بنسبة 2.59% النظير المشع لوتيشيوم-176
25. رينيوم-185* يتوافر معه في الطبيعة بنسبة (62.6%) النظير المشع رينيوم-187
26. ذهب-197